# صادق الأحمر
صادق بن عبد الله الأحمر (20 يونيو 1956- 6 يناير 2023)، كان شيخ مشائخ حاشد، وهو أكبر أبناء عبد الله بن حسين الأحمر، وقيادي في حزب التجمع اليمني للإصلاح.

## دراسته
درس صادق المرحلة الابتدائية والثانوية متنقلا بين عدة مدارس في اليمن ومصر، حيت التحق بمدرسة أبن الأمير في صنعاء عام 1965 ومن ثم أرسله والده إلى مصر، لكنه عاد الى اليمن بعد عام بسبب الخلافات بين والده عبد الله بن حسين الأحمر من جهة والرئيس عبد الله السلال والمصريين من جهة أخرى، وأكمل تعليمه الابتدائي في مدرسة نشوان الحميري في صنعاء. وفي عام 1975 أكمل التعليم الثانوي في مصر، لكنه لم يكمل دراسته الجامعية هناك نتيجة خلافات والده مع الرئيس إبراهيم الحمدي الذي قطع بعثته الدراسية.
في عام 1982 توجه صادق لدراسة الطيران المدني في الولايات المتحدة وحصل على شهادة في مجال قيادة الطائرات المدنية الصغيرة عام 1986.

## زعامته القبلية
تزعم قبائل حاشد خلفاً لوالده بعد أن عقدت له حاشد البيعة بتاريخ 28 يناير 2008م.

## دوره السياسي
برز دوره السياسي إبان ثورة الشباب اليمنية حين أعلن انضمام قبيلة حاشد إلى الثورة السلمية. وفي خضم الشحن السياسي في اليمن أثناء الثورة، وبالتحديد يوم الثلاثاء 21 جمادى الثانية 1432 هـ الموافق 24 مايو 2011 أمر الرئيس علي عبدالله صالح جنوده بمهاجمة بيت الشيخ الأحمر في صنعاء وتصادف بدء الهجوم مع وجود وسطاء لحل المشكلة ما أدى لإصابة بعض الوسطاء ومقتل بعض رجال الأحمر وبلغت جملة القتلى خلال بضعة أيام أربعين قتيلا وستة وثمانين جريحا. واستمر الاقتتال بين الجانبين عدة أيام حتى أصدر الرئيس اليمني أمره باعتقال الشيخ الأحمر وبقية إخوته ومحاكمتهم بتهمة التمرد.

## وفاته
توفي يوم الجمعة 6 يناير 2023 في العاصمة الأردنية عمّان بعد معاناة طويلة مع مرض السرطان.

### التعزيات
نعت جمعية الصداقة والتعاون اليمنية الشيخ الأحمر، فأصدرت بيانًا جاء فيه: «﴿وَلَنَبْلُوَنَّكُمْ بِشَيْءٍ مِنَ الْخَوْفِ وَالْجُوعِ وَنَقْصٍ مِنَ الْأَمْوَالِ وَالْأَنْفُسِ وَالثَّمَرَاتِ وَبَشِّرِ الصَّابِرِينَ ۝١٥٥ الَّذِينَ إِذَا أَصَابَتْهُمْ مُصِيبَةٌ قَالُوا إِنَّا لِلَّهِ وَإِنَّا إِلَيْهِ رَاجِعُونَ ۝١٥٦ أُولَئِكَ عَلَيْهِمْ صَلَوَاتٌ مِنْ رَبِّهِمْ وَرَحْمَةٌ وَأُولَئِكَ هُمُ الْمُهْتَدُونَ ۝١٥٧﴾ [البقرة:155–157] ببالغ الحزن والأسى تتقدم جمعية الصداقة والتعاون اليمنية – تركيا بأحر التعازي وصادق المواساة للشيخ حميد الأحمر وإخوانه وآل الأحمر جميعًا في وفاة الشيخ صادق الأحمر، سائلين المولى عز وجل أن يتغمده بواسع رحمته وأن يسكنه الفردوس الأعلى من الجنة، وأن يلهمكم وأسرتكم الكريمة الصبر والسلوان ..إنا لله وإنا إليه راجعون».
كذلك نعاه الإخوان المسلمون قائلين: «تتقدم جماعة الإخوان المسلمون بخالص العزاء والمواساة لآل الأحمر وقبيلة حاشد ،في وفاة الشيخ صادق عبد الله الأحمر أكبر أبناء الشيخ عبد الله بن حسين الأحمر. وشيخ مشايخ قبيلة حاشد، أكبر القبائل اليمنية، والذي توفي اليوم عن عمر ناهز 67 عامًا، في العاصمة الأردنية عمّان. ندعو الله  أن يتغمده بواسع رحمته، وأن يسكنه الفردوس الأعلى من الجنة مع النبيين والصديقين والشهداء والصالحين وحسن اولئك رفيقا، وأن يُلهم أهله وأبناءه وإخوانه وتلامذته الصبر والثبات. وإنا لله وإنا إليه راجعون».